# Fédération portugaise de basket-ball
Pour les articles homonymes, voir FPB.
La Fédération portugaise de basket-ball ou FPB, (Federação Portuguesa de Basquetebol en portugais) est une association, fondée en 1927, chargée d'organiser, de diriger et de développer le basket-ball au Portugal.
La FLBB représente le basket-ball auprès des pouvoirs publics ainsi qu'auprès des organismes sportifs nationaux et internationaux et, à ce titre, le Portugal dans les compétitions internationales. Elle défend également les intérêts moraux et matériels du basket-ball portugais. Elle est affiliée à la FIBA depuis 1932, dont elle a été l'une des huit associations membres fondatrices, ainsi qu'à la FIBA Europe.